# ورنر ریبنباور
ورنر ریبنباور (آلمانی: Werner Riebenbauer؛ زادهٔ ۷ ژوئیهٔ ۱۹۷۴) دوچرخه‌سوار اهل اتریش است. وی در بازی‌های المپیک تابستانی ۱۹۹۶ و ۲۰۰۰ شرکت کرده‌است.